# Marie-Louise Vaessen

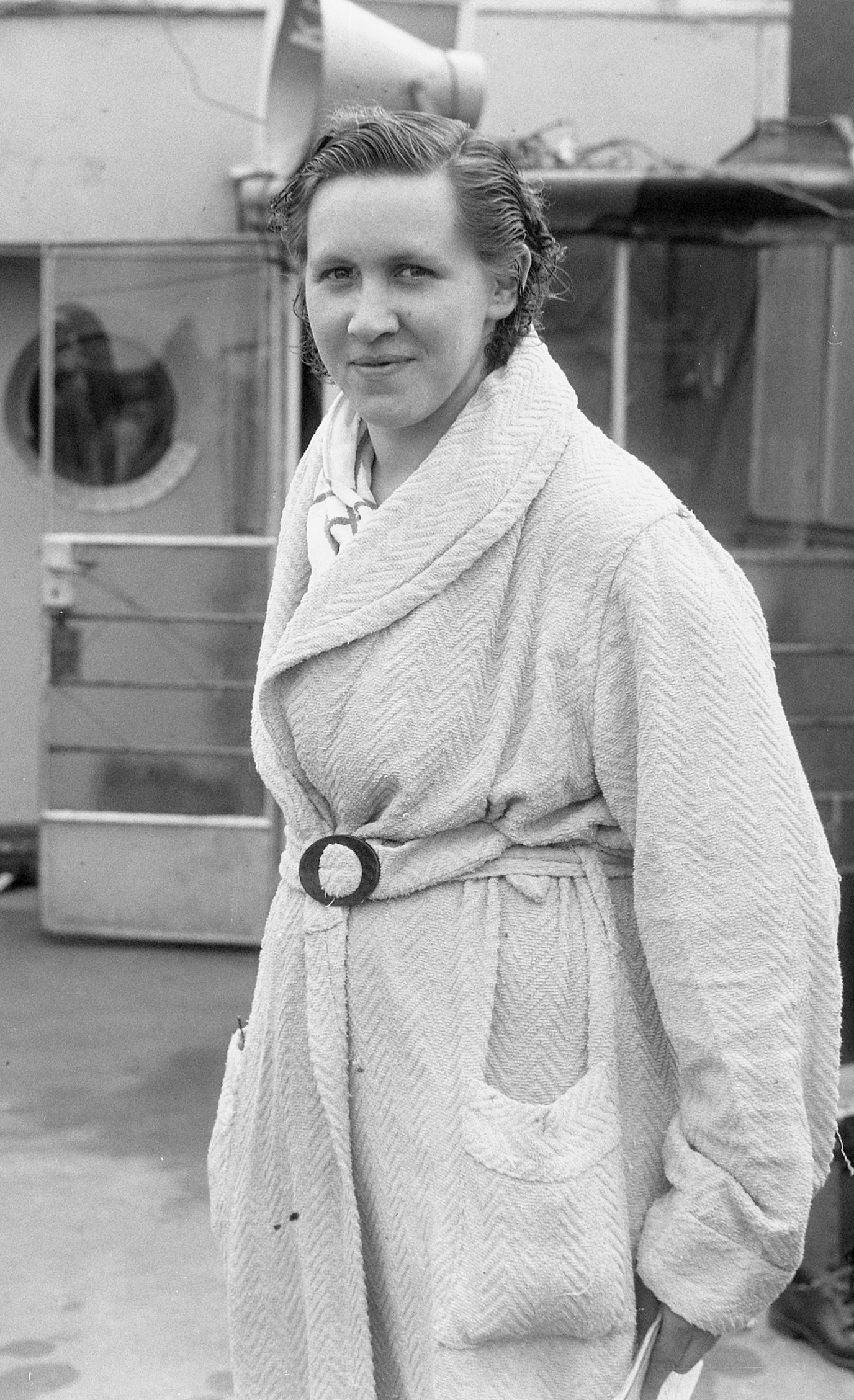
Wies Vaessen in 1952

Marie-Louise Jean Joséphine (Marie-Louise of Wies) Vaessen (Maastricht, 19 maart 1928 – Horst, 15 februari 1993) was een Nederlandse zwemster. Zij behaalde haar grootste zwemsuccessen vlak na de Tweede Wereldoorlog en aan het begin van de jaren vijftig van de 20e eeuw. 
Hoogtepunten uit haar carrière waren de twee bronzen medailles bij de Olympische Spelen van 1948 in Londen op de individuele 100 m vrije slag en de 4x100 m vrije slag estafette. Op de Olympische Spelen van 1952 in Helsinki behaalde ze een zilveren medaille op de 4x100 m vrije slag estafette, samen met Hannie Termeulen, Koosje van Voorn en Irma Schuhmacher.
Haar eerste grote succes was in 1947 bij de Europese kampioenschappen zwemmen in Monte Carlo, waar ze met de Nederlandse ploeg een zilveren medaille won op de 4x100 m vrije slag, samen met Margot Marsman, Irma Schuhmacher en Hannie Termeulen. In 1950 kon ze bij de EK in Wenen deze prestatie verbeteren door de gouden medaille op de 4x100 m vrije slag te winnen, samen met Hannie Termeulen, Ans Massaar en Irma Schuhmacher en kon ze tevens een zilveren medaille in de wacht slepen op het individuele nummer 100 m vrije slag.

## Eerbewijs
- In 2016 werd bij zwemclub HZPC Horst voor het eerst de Wies Linssen  Vaessen Award uitgereikt. Een wisseltrofee voor iemand die zich met hart en ziel inzet voor de club. Marielle Martens was de eerste die deze trofee in ontvangst mocht nemen voor haar verdiensten voor HZPC.
- In 2018 werd in het vakantiedorp op de Dousberg in Maastricht-West een straat naar haar vernoemd, de Wies Vaessenbaan.
- In 2021 ging de film Wiesje Vaessen, de vergeten kampioene,  in première. De film was o.a. te zien op L1.